# Wahlen zur Frankfurter Nationalversammlung in der Pfalz
Die Wahlen zur Frankfurter Nationalversammlung in der Pfalz fanden im April 1848 in der bayerischen Pfalz statt. In gleicher, indirekter und offener Wahl wurden in zehn Wahlbezirken zehn Abgeordnete in die Frankfurter Nationalversammlung sowie jeweils zwei Ersatzkandidaten gewählt.

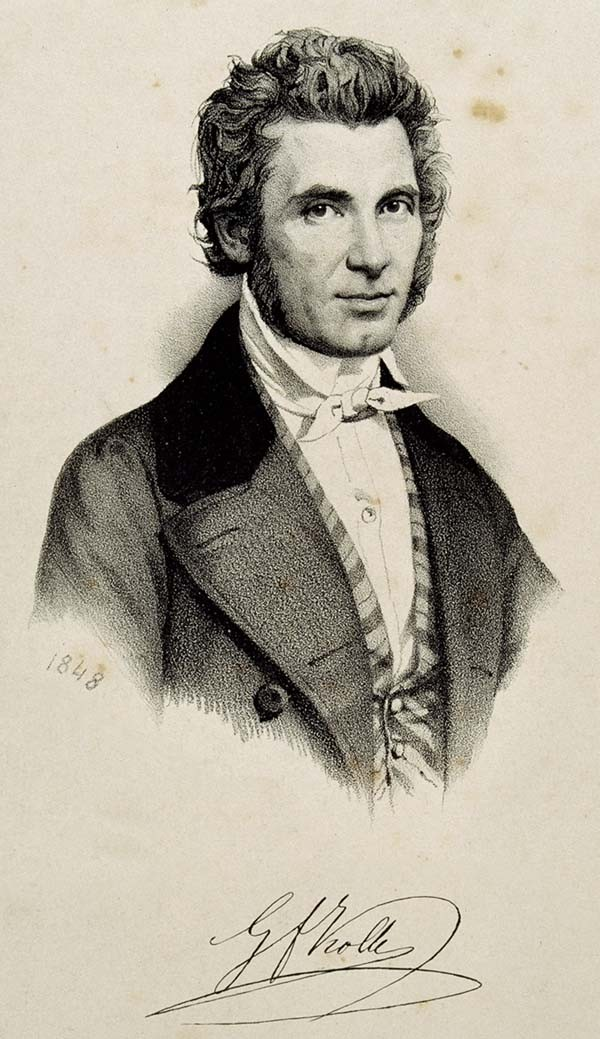
Georg Friedrich Kolb

## Geschichte
Die Pfalz wurde in zehn Wahlbezirke eingeteilt. Größter Wahlbezirk war der Bezirk Neustadt mit 65.780, der kleinste Kirchheimbolanden mit 51.441 „Seelen“. Der pfälzische Volks- und Vaterlandsverein hatte mit seinen Filialvereinen 15.000 Mitglieder. Etwa
jeder siebte Wahlberechtigte war Mitglied des Vereins. Es war eher eine breite Volksbewegung als eine Partei im heutigen Sinne, obgleich er bei der Aufstellung von Wahlmännern und Kandidaten zur Nationalversammlung eine entscheidende Rolle spielte. Die gleichen Honoratioren, die den Volksverein in gründeten, entschieden auch bei der Aufstellung von Bürgerwehren.
Ende April wurde gewählt. Jeder Wahlberechtigte konnte vier Personen mit Namen, Stand und Wohnort in die entsprechenden 16 freien Felder eintragen. Die gewählten Wahlmänner hatten vier freie Felder für einen Kandidaten. Alle Stimmzettel waren zu unterschreiben und wurden nach den Auszählungen von der Polizeibehörde eingesammelt. Trotz der Kandidatenliste des Volksvereins kam es zu Kampfabstimmungen, wie in Frankenthal und Kirchheimbolanden, wo der ehemalige „liberale Matador“ Georg Jacob Stockinger (so Heinrich von Gagern) jeweils gegen Carl Alexander Spatz unterliegt.
Philipp Umbscheiden war mit 31 Jahren (nach dem Ausscheiden von Glaß) der jüngste der zehn pfälzischen
Parlamentarier. In die Nationalversammlung kam er als zweiter Ersatzmann nur durch die Wahltaktik des Volksvereins, da die vor ihm gewählten Kolb und Schüler die Wahl in anderen Wahlkreisen annahmen.
Mehrfach wurden gewählt Kolb, Reichard, Schüler (dreimal) und Spatz. Culmann wurde in einer Nachwahl in die Paulskirche entsandt. Am Stuttgarter Rumpfparlament nahmen die Ersatzkandidaten Berkmann und Ritter teil, da Reichard und Schmitt in die Provisorische Regierung eintraten. In der Stuttgarter Versammlung war die Pfalz als einziger bayerischer Regierungsbezirk noch mit allen Abgeordneten vertreten.
Der Ersatzkandidat Eppelsheimer war 1848 Mitglied der bayerischen Ständeversammlung. Die Abgeordneten Kolb, Schüler, Stockinger und Tafel sowie die Ersatzkandidaten Berkmann, Boyé, Heintz, Hepp, Müller und Scharpff wurden im Herbst 1848 in den 13. bayerischen Landtag gewählt. Hinzu kam mit Peter Gelbert der Schwager des Ersatzkandidaten Vogt. Nach dem gescheiterten Pfälzischen Aufstand wurde der Landtag am 10. Juni 1849 durch König Maximilian II. aufgelöst.
Bei den folgenden Neuwahlen wurden 1849 die Abgeordneten Kolb, Schüler und Tafel sowie die Ersatzkandidaten Prinz, Rebenack und Scharpff in den 14. bayerischen Landtag gewählt. Müller ersetzte den ehemaligen „Reichsregenten“ Schüler, dessen Amnestie durch ein Sondergesetz ausgeschlossen wurde. Hinzu kam mit Franz Flamin Meuth der Bruder des Ersatzkandidaten Meuth. Der Ersatzkandidat Vogt wurde 1863 Mitglied des Landtags.

## Wahlbezirke

### Bergzabern
Wahlort Bergzabern, Kantone: Bergzabern, Dahn und Kandel
- Georg Friedrich Kolb, nahm die Wahl in Speyer an

Ersatzkandidaten
1. Friedrich Schüler, nahm die Wahl in Lauterecken an
2. Philipp Umbscheiden (1816–1870), Staatsprokurator-Substitut in Kaiserslautern

### Frankenthal
Wahlort Frankenthal, Kantone: Frankenthal, Grünstadt und Mutterstadt
- Carl Alexander Spatz (1810–1856), Anwalt in Frankenthal

Ersatzkandidaten
1. Adolph Bernhard Boyé, (1803–1862), Bezirksrichter in Frankenthal
2. Philipp Heintz, (1809–1893), Anwalt in Frankenthal

### Homburg
Wahlort Homburg, Kantone: Homburg, Waldmohr und Blieskastel
- Gustav Adolf Gulden (1808–1882), Anwalt in Zweibrücken

Ersatzkandidaten
1. Georg Heinrich Vogt (1809–1889), Pfarrer in Glanmünchweiler
2. Adam Müller (1814–1879), Landwirt in Gerhardsbrunn

### Kaiserslautern
Wahlort Kaiserslautern, Kantone: Kaiserslautern, Otterberg und Landstuhl
1. Nikolaus Schmitt (1806–1860), Rechtskonsulent und Redakteur in Kaiserslautern; wechselte in die provisorische Regierung

Ersatzkandidaten
1. Carl Adolph Ritter (1794–1863), Posthalter und Gutsbesitzer in Frankenstein; Nachrücker in das Rumpfparlament
2. Camille Meuth (1799–1860), Kantonsarzt

### Kirchheimbolanden
Wahlort Kirchheimbolanden, Kantone: Kirchheimbolanden, Göllheim, Rockenhausen und Winnweiler
- Joseph Martin Reichard (1803–1872), Notar in Speyer; wechselte in die provisorische Regierung

Ersatzkandidaten
1. Carl Alexander Spatz, gewählt in Frankenthal
2. Theodor Berkmann (1802–1870), Pfarrer in Einselthum; Nachrücker in das Rumpfparlament

### Landau
Wahlort Landau, Kantone: Landau, Annweiler und Edenkoben
- Maximilian Glaß (1816–1855), Anwalt in Landau; vorzeitig abberufen

Ersatzkandidaten
1. Carl Eugen Prinz (1815–1891), Friedensrichter in Landau
2. Wilhelm Köster (1805–?), Notar und Bürgermeister in Annweiler

Nachrücker in die Nationalversammlung, siehe Nachwahl in Landau
- August Ferdinand Culmann, (1804–1891), Anwalt in Zweibrücken

### Lauterecken
Wahlort Lauterecken, Kantone: Kusel, Lauterecken, Wolfstein und Obermoschel
- Friedrich Schüler (1791–1873), Anwalt, kehrte aus dem Exil zurück

Ersatzkandidaten
1. Carl Scharpff (1806–?), Landcommissariatsactuar in Kusel
2. Carl Richard Hoseus, (1807–1880), Notar in Kusel

### Neustadt
Wahlort Neustadt, Kantone: Neustadt, Dürkheim
- Rudolph Eduard Christmann (1814–1867), Weingutsbesitzer in Dürkheim

Ersatzkandidaten
1. Philipp Hepp (1797–1867), Arzt in Neustadt
2. Eduard Eppelsheimer (1808–1866), Gutsbesitzer in Dürkheim, Mitglied des Landtags

### Speyer
Wahlort Speyer, Kantone: Speyer, Germersheim und Edenkoben
- Georg Friedrich Kolb (1808–1884), Verleger und Drucker in Speyer

Ersatzkandidaten
1. Friedrich Wilhelm Rebenack (1791–1866), Kreiskassier der Regierung
2. Joseph Martin Reichard, gewählt in Kirchheimbolanden

### Zweibrücken
Wahlort Zweibrücken, Kantone: Zweibrücken, Hornbach, Pirmasens und Waldfischbach
- Franz Tafel (1799–1869), Pfarrer in Zweibrücken

Ersatzkandidaten
1. Carl Philipp A. Weber (1782–1859), Pfarrer und Dekan in Pirmasens
2. Friedrich Schüler, gewählt in Lauterecken

## Nachwahl in Landau
Nach dem Ausscheiden von Maximilian Glaß im Herbst 1848, der wegen seines Abstimmungsverhaltens von anderen Abgeordneten und in der Presse kritisiert wurde, rückte nicht einer der Ersatzkandidaten in die Paulskirchenversammlung nach. Die Wahlmänner des Wahlkreises Landau wählten in einer Kampfabstimmung August Ferdinand Culmann gegen Franz Peter Buhl als Nachrücker.